# Roman Širokov
Roman Nikolaevič Širokov (in russo Роман Николаевич Широков?; Dedovsk, 6 luglio 1981) è un dirigente sportivo ed ex calciatore russo, di ruolo centrocampista, direttore generale del Saturn.

## Caratteristiche tecniche
Di ruolo centrocampista, ha giocato anche come difensore centrale. 

## Carriera

### Club
Esordisce nella prima divisione russa con la Torpedo Mosca, ma conta solo una presenza in quest'esperienza, pertanto viene mandato in prestito, prima all'Istra, poi al Widnoje e nuovamente all'Istra, nelle serie minori.
Nel 2005 ritorna in massima serie, con il Saturn Ramenskoe, totalizzando 18 presenze e 3 reti; successivamente, nel 2006, approda al Rubin e dopo una stagione passa al neopromosso Chimki, contribuendo con 7 gol in 27 partite alla salvezza della squadra.
Nella stagione 2008 approda allo Zenit San Pietroburgo, aiutando la squadra alla vittoria della Coppa UEFA 2007-2008, grazie ad ottime prestazioni, come quella offerta al centro della difesa contro il Bayer Leverkusen, sconfitto 4-1, e quella offerta in finale, al City of Manchester Stadium, contro il Rangers. Con la squadra russa vince il campionato 2010.
Il 10 febbraio 2016 passa ufficialmente al CSKA Mosca.

### Nazionale
Esordisce in nazionale il 26 marzo 2008, nella sconfitta 3-0 contro la Romania.
Convocato per Euro 2008 scende in campo solo nella prima partita, persa 4-1 ai gironi contro la Spagna. 
L'8 giugno 2012 esordisce da titolare agli Europei nella partita contro la Repubblica Ceca (4-1) realizzando al 24º la rete del momentaneo 2-0.
Viene convocato per gli Europei 2016 in Francia.

## Dopo il ritiro
Il 5 giugno 2018, Shirokov è stato nominato dal Dynamo Moscow come direttore generale aggiunto responsabile dello sport. Ha lasciato il Dynamo il 1 maggio 2019.
Durante una partita amatoriale nell'agosto 2020 ha attaccato un arbitro con pugni in volto e calci una volta che aveva abbattuto l'arbitro a terra, causando il ricovero dell'arbitro per tre settimane. È stato denunciato alla polizia per aggressione. È stato processato e dichiarato colpevole da un tribunale di Mosca. È stato condannato a 100 ore di servizio comunitario. È stato anche sospeso dal suo datore di lavoro, Match TV.
Il 2 marzo 2022, Shirokov ha sostenuto l'invasione russa dell'Ucraina, aggiungendo che quei russi, che si vergognano della guerra, erano invitati a lasciare il paese.
Il 6 marzo 2023, Shirokov è stato nominato direttore generale del Saturn Ramenskoye.

## Statistiche

### Cronologia presenze e reti in nazionale
| Cronologia completa delle presenze e delle reti in nazionale ― Russia | Cronologia completa delle presenze e delle reti in nazionale ― Russia | Cronologia completa delle presenze e delle reti in nazionale ― Russia | Cronologia completa delle presenze e delle reti in nazionale ― Russia | Cronologia completa delle presenze e delle reti in nazionale ― Russia | Cronologia completa delle presenze e delle reti in nazionale ― Russia | Cronologia completa delle presenze e delle reti in nazionale ― Russia | Cronologia completa delle presenze e delle reti in nazionale ― Russia |
| Data                                                                  | Città                                                                 | In casa                                                               | Risultato                                                             | Ospiti                                                                | Competizione                                                          | Reti                                                                  | Note                                                                  |
| --------------------------------------------------------------------- | --------------------------------------------------------------------- | --------------------------------------------------------------------- | --------------------------------------------------------------------- | --------------------------------------------------------------------- | --------------------------------------------------------------------- | --------------------------------------------------------------------- | --------------------------------------------------------------------- |
| 26-3-2008                                                             | Bucarest                                                              | Romania                                                               | 3 – 0                                                                 | Russia                                                                | Amichevole                                                            | -                                                                     |                                                                       |
| 23-5-2008                                                             | Mosca                                                                 | Russia                                                                | 6 – 0                                                                 | Kazakistan                                                            | Amichevole                                                            | -                                                                     | 62’                                                                   |
| 28-5-2008                                                             | Burghausen                                                            | Serbia                                                                | 1 – 2                                                                 | Russia                                                                | Amichevole                                                            | -                                                                     |                                                                       |
| 4-6-2008                                                              | Burghausen                                                            | Russia                                                                | 4 – 1                                                                 | Lituania                                                              | Amichevole                                                            | -                                                                     | 46’                                                                   |
| 10-6-2008                                                             | Innsbruck                                                             | Spagna                                                                | 4 – 1                                                                 | Russia                                                                | Euro 2008 - 1º turno                                                  | -                                                                     |                                                                       |
| 11-8-2010                                                             | San Pietroburgo                                                       | Russia                                                                | 1 – 0                                                                 | Bulgaria                                                              | Amichevole                                                            | 1                                                                     |                                                                       |
| 3-9-2010                                                              | Andorra la Vella                                                      | Andorra                                                               | 0 – 2                                                                 | Russia                                                                | Qual. Euro 2012                                                       | -                                                                     |                                                                       |
| 7-9-2010                                                              | Mosca                                                                 | Russia                                                                | 0 – 1                                                                 | Slovacchia                                                            | Qual. Euro 2012                                                       | -                                                                     |                                                                       |
| 8-10-2010                                                             | Dublino                                                               | Irlanda                                                               | 2 – 3                                                                 | Russia                                                                | Qual. Euro 2012                                                       | 1                                                                     |                                                                       |
| 12-10-2010                                                            | Skopje                                                                | Macedonia                                                             | 0 – 1                                                                 | Russia                                                                | Qual. Euro 2012                                                       | -                                                                     |                                                                       |
| 17-11-2010                                                            | Voronež                                                               | Russia                                                                | 0 – 2                                                                 | Belgio                                                                | Amichevole                                                            | -                                                                     |                                                                       |
| 26-3-2011                                                             | Erevan                                                                | Armenia                                                               | 0 – 0                                                                 | Russia                                                                | Qual. Euro 2012                                                       | -                                                                     |                                                                       |
| 29-3-2011                                                             | Doha                                                                  | Qatar                                                                 | 1 – 1                                                                 | Russia                                                                | Amichevole                                                            | -                                                                     | 46’                                                                   |
| 10-8-2011                                                             | Mosca                                                                 | Russia                                                                | 1 – 0                                                                 | Serbia                                                                | Amichevole                                                            | -                                                                     | 85’                                                                   |
| 2-9-2011                                                              | Mosca                                                                 | Russia                                                                | 1 – 0                                                                 | Macedonia                                                             | Qual. Euro 2012                                                       | -                                                                     | 71’                                                                   |
| 6-9-2011                                                              | Mosca                                                                 | Russia                                                                | 0 – 0                                                                 | Irlanda                                                               | Qual. Euro 2012                                                       | -                                                                     |                                                                       |
| 7-10-2011                                                             | Žilina                                                                | Slovacchia                                                            | 0 – 1                                                                 | Russia                                                                | Qual. Euro 2012                                                       | -                                                                     |                                                                       |
| 11-11-2011                                                            | Il Pireo                                                              | Grecia                                                                | 1 – 1                                                                 | Russia                                                                | Amichevole                                                            | 1                                                                     | 83’ 84’                                                               |
| 29-2-2012                                                             | Copenaghen                                                            | Danimarca                                                             | 0 – 2                                                                 | Russia                                                                | Amichevole                                                            | 1                                                                     | 70’                                                                   |
| 25-5-2012                                                             | Mosca                                                                 | Russia                                                                | 1 – 1                                                                 | Uruguay                                                               | Amichevole                                                            | -                                                                     |                                                                       |
| 29-5-2012                                                             | Nyon                                                                  | Lituania                                                              | 0 – 0                                                                 | Russia                                                                | Amichevole                                                            | -                                                                     | 72’                                                                   |
| 1-6-2012                                                              | Zurigo                                                                | Italia                                                                | 0 – 3                                                                 | Russia                                                                | Amichevole                                                            | 2                                                                     |                                                                       |
| 8-6-2012                                                              | Cracovia                                                              | Russia                                                                | 4 – 1                                                                 | Rep. Ceca                                                             | Euro 2012 - 1º turno                                                  | 1                                                                     |                                                                       |
| 12-6-2012                                                             | Varsavia                                                              | Polonia                                                               | 1 – 1                                                                 | Russia                                                                | Euro 2012 - 1º turno                                                  | -                                                                     |                                                                       |
| 16-6-2012                                                             | Varsavia                                                              | Grecia                                                                | 1 – 0                                                                 | Russia                                                                | Euro 2012 - 1º turno                                                  | -                                                                     |                                                                       |
| 7-9-2012                                                              | Mosca                                                                 | Russia                                                                | 2 – 0                                                                 | Irlanda del Nord                                                      | Qual. Mondiali 2014                                                   | 1                                                                     |                                                                       |
| 11-9-2012                                                             | Gerusalemme                                                           | Israele                                                               | 0 – 4                                                                 | Russia                                                                | Qual. Mondiali 2014                                                   | -                                                                     |                                                                       |
| 12-10-2012                                                            | Mosca                                                                 | Russia                                                                | 1 – 0                                                                 | Portogallo                                                            | Qual. Mondiali 2014                                                   | -                                                                     | 89’                                                                   |
| 16-10-2012                                                            | Mosca                                                                 | Russia                                                                | 1 – 0                                                                 | Azerbaigian                                                           | Qual. Mondiali 2014                                                   | 1                                                                     |                                                                       |
| 14-11-2012                                                            | Krasnodar                                                             | Russia                                                                | 2 – 2                                                                 | Stati Uniti                                                           | Amichevole                                                            | 1                                                                     | 77’                                                                   |
| 6-2-2013                                                              | Marbella                                                              | Russia                                                                | 2 – 0                                                                 | Islanda                                                               | Amichevole                                                            | 1                                                                     |                                                                       |
| 25-3-2013                                                             | Londra                                                                | Brasile                                                               | 1 – 1                                                                 | Russia                                                                | Amichevole                                                            | -                                                                     | Cap.                                                                  |
| 7-6-2013                                                              | Lisbona                                                               | Portogallo                                                            | 1 – 0                                                                 | Russia                                                                | Qual. Mondiali 2014                                                   | -                                                                     |                                                                       |
| 14-8-2013                                                             | Belfast                                                               | Irlanda del Nord                                                      | 1 – 0                                                                 | Russia                                                                | Qual. Mondiali 2014                                                   | -                                                                     |                                                                       |
| 6-9-2013                                                              | Kazan'                                                                | Russia                                                                | 4 – 1                                                                 | Lussemburgo                                                           | Qual. Mondiali 2014                                                   | -                                                                     | 82’                                                                   |
| 10-9-2013                                                             | Mosca                                                                 | Russia                                                                | 3 – 1                                                                 | Israele                                                               | Qual. Mondiali 2014                                                   | -                                                                     |                                                                       |
| 11-10-2013                                                            | Lussemburgo                                                           | Lussemburgo                                                           | 0 – 4                                                                 | Russia                                                                | Qual. Mondiali 2014                                                   | -                                                                     | Cap.                                                                  |
| 15-10-2013                                                            | Baku                                                                  | Azerbaigian                                                           | 1 – 1                                                                 | Russia                                                                | Qual. Mondiali 2014                                                   | 1                                                                     | Cap.                                                                  |
| 15-11-2013                                                            | Dubai                                                                 | Russia                                                                | 1 – 1                                                                 | Serbia                                                                | Amichevole                                                            | -                                                                     | Cap. 58’ 89’                                                          |
| 19-11-2013                                                            | Dubai                                                                 | Russia                                                                | 2 – 1                                                                 | Corea del Sud                                                         | Amichevole                                                            | -                                                                     | Cap.                                                                  |
| 5-3-2014                                                              | Krasnodar                                                             | Russia                                                                | 2 – 0                                                                 | Armenia                                                               | Amichevole                                                            | -                                                                     | Cap. 46’                                                              |
| 15-11-2014                                                            | Vienna                                                                | Austria                                                               | 1 – 0                                                                 | Russia                                                                | Qual. Euro 2016                                                       | -                                                                     | Cap.                                                                  |
| 18-11-2014                                                            | Budapest                                                              | Ungheria                                                              | 1 – 2                                                                 | Russia                                                                | Amichevole                                                            | -                                                                     | Cap. 46’                                                              |
| 27-3-2015                                                             | Podgorica                                                             | Montenegro                                                            | 0 – 3 tav                                                             | Russia                                                                | Qual. Euro 2016                                                       | -                                                                     | Cap.                                                                  |
| 7-6-2015                                                              | Chimki                                                                | Russia                                                                | 4 – 2                                                                 | Bielorussia                                                           | Amichevole                                                            | -                                                                     | Cap. 61’                                                              |
| 14-6-2015                                                             | Mosca                                                                 | Russia                                                                | 0 – 1                                                                 | Austria                                                               | Qual. Euro 2016                                                       | -                                                                     | Cap.                                                                  |
| 5-9-2015                                                              | Mosca                                                                 | Russia                                                                | 1 – 0                                                                 | Svezia                                                                | Qual. Euro 2016                                                       | -                                                                     | Cap. 71’                                                              |
| 8-9-2015                                                              | Vaduz                                                                 | Liechtenstein                                                         | 0 – 7                                                                 | Russia                                                                | Qual. Euro 2016                                                       | -                                                                     | Cap. 88’                                                              |
| 9-10-2015                                                             | Chișinău                                                              | Moldavia                                                              | 1 – 2                                                                 | Russia                                                                | Qual. Euro 2016                                                       | -                                                                     | Cap. 76’                                                              |
| 12-10-2015                                                            | Mosca                                                                 | Russia                                                                | 2 – 0                                                                 | Montenegro                                                            | Qual. Euro 2016                                                       | -                                                                     | Cap.                                                                  |
| 14-11-2015                                                            | Krasnodar                                                             | Russia                                                                | 1 – 0                                                                 | Portogallo                                                            | Amichevole                                                            | 1                                                                     | Cap.                                                                  |
| 17-11-2015                                                            | Rostov sul Don                                                        | Russia                                                                | 1 – 3                                                                 | Croazia                                                               | Amichevole                                                            | -                                                                     | cap.                                                                  |
| 29-3-2016                                                             | Saint-Denis                                                           | Francia                                                               | 4 – 2                                                                 | Russia                                                                | Amichevole                                                            | -                                                                     | Cap. 70’                                                              |
| 5-6-2016                                                              | Monaco                                                                | Serbia                                                                | 1 – 1                                                                 | Russia                                                                | Amichevole                                                            | -                                                                     | 75’                                                                   |
| 11-6-2016                                                             | Marsiglia                                                             | Inghilterra                                                           | 1 – 1                                                                 | Russia                                                                | Euro 2016 - 1º turno                                                  | -                                                                     | 77’                                                                   |
| 15-6-2016                                                             | Lilla                                                                 | Russia                                                                | 1 – 2                                                                 | Slovacchia                                                            | Euro 2016 - 1º turno                                                  | -                                                                     | 76’                                                                   |
| 20-6-2016                                                             | Tolosa                                                                | Galles                                                                | 3 – 0                                                                 | Russia                                                                | Euro 2016 - 1º turno                                                  | -                                                                     | Cap. 52’                                                              |
| Totale                                                                |                                                                       | Presenze                                                              | 57                                                                    |                                                                       | Reti (9º posto)                                                       | 13                                                                    |                                                                       |

## Palmarès

### Club

#### Competizioni nazionali
- Coppa di Russia: 1

Zenit San Pietroburgo: 2009-2010
- Supercoppa di Russia: 2

Zenit San Pietroburgo: 2008, 2011
- Campionato russo: 2

Zenit San Pietroburgo: 2010, 2011-2012

#### Competizioni internazionali
- Coppa UEFA: 1

Zenit San Pietroburgo: 2007-2008
- Supercoppa UEFA: 1

Zenit San Pietroburgo: 2008